# История о Скроти Макбугерболлзе
«История о Скроти Макбугерболлзе» (англ. The Tale of Scrotie McBoogerballs) — эпизод 1402 (№ 197) сериала «Южный Парк», премьера которого состоялась 24 марта 2010 года. В русском переводе фанатских сайтов «Южного парка» имя Скроти Макбугерболлз не переводится, но его можно перевести как Скроти (видимо, уменьшительная форма от scrotum, мошонка), полностью же имя можно перевести так — Мошоночка Мак Козявкаяйца, это наиболее точный вариант, но в озвучке телеканала 2x2 название всё же было переведено как «История о Жопе МакЯйцеглисте».

## Сюжет
В школьной системе произошли изменения, и теперь школьники должны прочитать «спорную» книгу «Над пропастью во ржи». Мистер Гаррисон предупреждает учеников, что в ней есть «спорные» моменты и некоторые ругательства. Мальчики с нетерпением начинают читать её, но их ожидания не оправдываются. Книга оказалась не настолько неприличной, как того ожидали мальчики. Они решают написать свою книгу, которая по их мнению должна стать самой отвратительной в мире. Они озаглавливают её «История о Скроти МакБугерболлзе».
Всё бы ничего, но мать Стэна случайно находит их шедевр. Стэн узнаёт об этом и предупреждает остальных, и они решают свалить всю вину на Баттерса, заявив ему, что он написал книгу, когда был лунатиком. Баттерс верит им, потому что после прочтения «Над пропастью во ржи» он чувствует, что его сознание меняется и заставляет его хотеть убить умерших людей.       Баттерс признаётся родителям, что книгу написал он. Однако реакция родителей была восторженной, им эта книга понравилась, несмотря на то, что во время чтения их несколько раз вырывало. Баттерс становится известным, что очень не нравится истинным авторам «шедевра». Они раздражены тем, что читатели интерпретируют отрывки из романа как аллегории для спорных политических вопросов, о которых вообще не было написано в книге. Так как в «Истории о Скроти МакБугерболлзе» часто высмеивается Сара Джессика Паркер, Картман и Кенни планируют убить её, предполагая, что реакция общественности и внимание СМИ приведут к запрету книги.
Позже Баттерс пишет свою собственную книгу «Какашка, которая пописала», состоящую из простых описаний копрофилии в сочетании с туалетным юмором. Стэн, Кайл, Картман и Кенни уверены, что книга будет провальной, поэтому публично разоблачают Баттерса по поводу первой книги.
После прочтения новой книги Баттерса читатели не испытывают такого отвращения к новой книге, но они воспринимают её как более глубокую и продолжают делать свои собственные интерпретации. Закончив читать книгу, один сумасшедший читатель срывает «Не отставая от Кардашьян» и расстреливает всю семью Кардашьян.
В результате «История о Скроти МакБугерболлзе» и «Какашка, которая пописала» оказались под запретом. Баттерс расстроен, ведь он был поклонником Ким Кардашьян. Стэн и Кайл предполагают, что вместо того, чтобы читать книги и бездумно интерпретировать их, люди должны просто смотреть телевизор.

## Пародии
- Баттерс, после прочтения книги, стал одержим идеей убить Джона Леннона. Это является отсылкой к тому, что Марк Чепмен сказал, что обнаружил скрытый приказ убить Джона Леннона в книге «Над пропастью во ржи». Также пародией является мужчина, который после прочтения книги Баттерса решил убить семью Кардашьян.

## Факты
- Диктор, рассказывая о книге, отмечает, что она «изобилует отвратительной лексикой и словарными оборотами наподобие „Сара Джессика Паркер“» (англ. full of disgusting words and acts, including Sarah Jessica Parker). Ранее, в полнометражном фильме «Южный парк: больше, длиннее и без купюр», как грубое ругательство использовалось имя другой знаменитости — Барбры Стрейзанд.